# Steph Davis

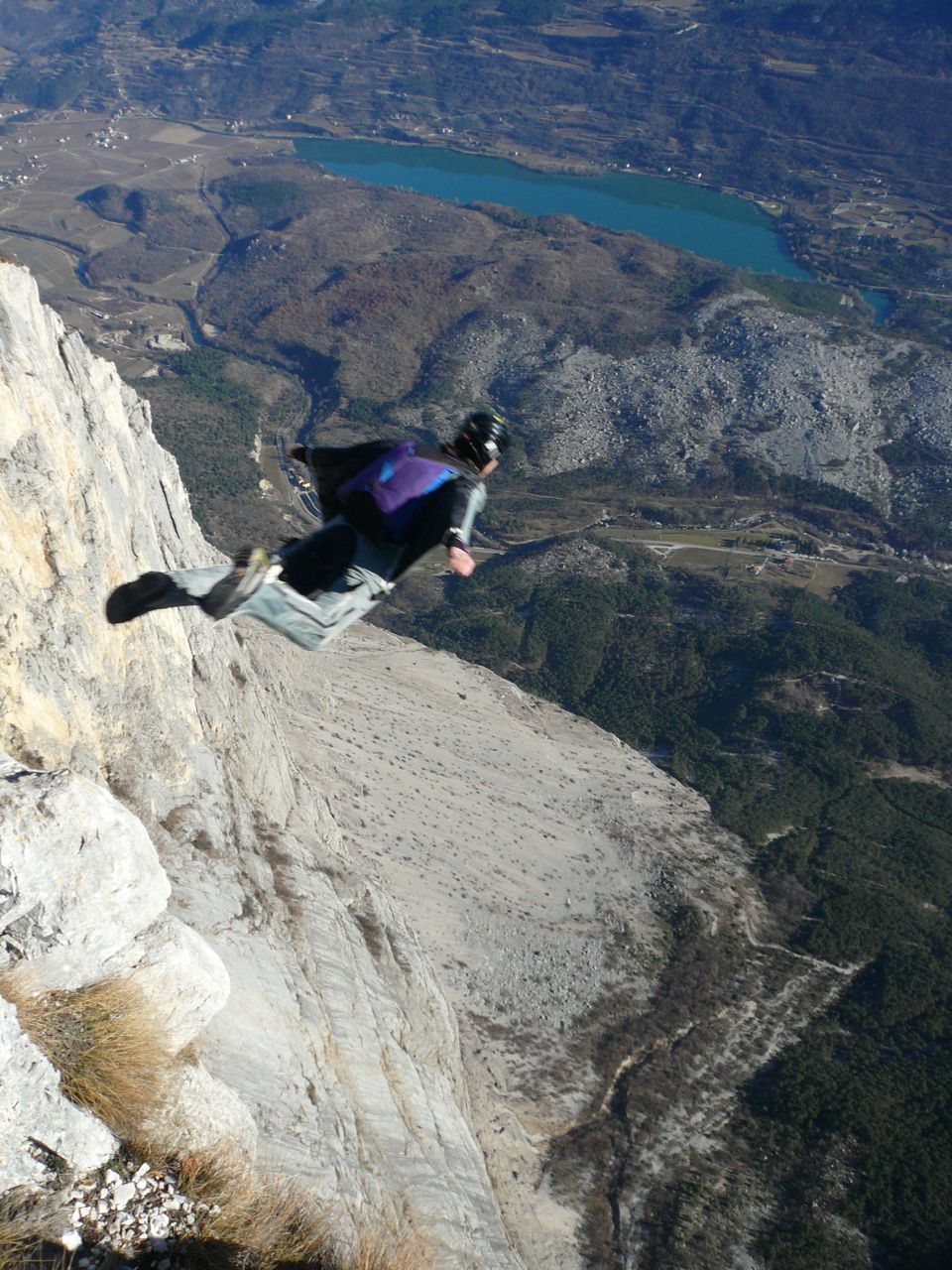
Davis realizando traje aéreo.

Stephanie Davis (Illinois, 4 de noviembre de 1973) es una deportista extrema, montañista y escritora estadounidense, que se especializa en escalada en solitario libre, salto BASE y traje aéreo.

## Biografía
Proviene de una familia de clase alta, donde su padre es ingeniero aeronáutico y su madre maestra de escuela. En 1991 mientras estudiaba en la Universidad de Maryland, un amigo la llevó a Hueco Tanks donde realizaron búlder y quedó encantada con el deporte.
A pesar de que se graduó de licenciada en Lengua, en 1996 eligió dedicarse a la escalada profesional y vivió en su automóvil, un Oldsmobile Cutlass Ciera. Ella conducía por todos los sitios de escalada de su país, buscaba patrocinantes, leía a Layton Kor (su escalador favorito) y trabajaba como mesera.

### Vida privada
En 1994 conoció e inició un noviazgo con Dean Potter, se casaron en 2002 y se divorciaron en 2006. Davis nunca tuvo hijos, es vegana, practicante de yoga y escribe sobre su estilo de vida e ideología.

## Carrera
Se hizo profesional en 1996, pero recién en 1998 fue cuando logró un contrato de patrocinio; con Patagonia.

### Escalada en solitario libre
Davis es con Brette Harrington, las únicas mujeres de escalada en solitario libre, la modalidad más peligrosa de todas. Inició en 1999 cuando subió el ahora monumento natural Bears Ears, por la zona llamada Indian Creek, localizado en la ciudad de Moab en Utah.
Davis define la modalidad como el deporte más peligroso de todos, le gusta por la sensación de control y tardó hasta 2007 en volver a practicarlo, cuando el 13 de septiembre escaló Longs Peak (una montaña de la Cordillera Front en Colorado). La realizó por la zona llamada El Diamante, es la primera de una mujer y quedó filmada.
Su último ascenso fue la Castleton Tower en mayo de 2008, se ubica en el Castle Valley, Utah. Ella lo describió como el más exigente técnicamente, fue la primera mujer en hacerlo y saltó desde la cima para hacer traje aéreo.

## Montañismo
Davis solo asciende en estilo alpino, de la que es fuerte defensora y motivo por la cual empezó a escribir. Inició en 1998 cuando Patagonia ejecutaba su proyecto de impulsar mujeres montañistas, la marca las llevó a Mongolia para escalar objetivos del Macizo de Altái y finalmente el Pico Juiten de 4.374 metros.
En 2002 viajó con Dean Potter a Argentina y se convirtió en la primera mujer en escalar el Monte Fitz Roy.